# Nepas
Nepas település Spanyolországban, Soria tartományban. Nepas Borjabad, Nolay, Escobosa de Almazán, Coscurita és Viana de Duero községekkel határos. Lakosainak száma 50 fő (2024).

## Népesség
A település népessége az elmúlt években az alábbi módon változott:
| Lakosok száma | 88   | 81   | 80   | 79   | 67   | 65   | 57   | 51   | 51   | 50   |
|               | 2001 | 2004 | 2007 | 2009 | 2012 | 2014 | 2017 | 2019 | 2022 | 2024 |